# Sehepunkte
Die sehepunkte sind ein epochenübergreifendes, frei zugängliches Online-Rezensionsjournal für die Geschichts- und Kunstwissenschaften.

## Trägerschaft und Nutzung
Die sehepunkte erscheinen seit November 2001 am 15. eines jeden Monats mit 40 bis 80 Buchbesprechungen. Im Juli jedes Jahres erscheint eine Doppelausgabe. Die Inhaltsverzeichnisse der monatlichen Ausgaben können als Newsletter kostenlos abonniert werden. Die sehepunkte sind aus einer von der Deutschen Forschungsgemeinschaft geförderten Kooperation des Historischen Seminars der Ludwig-Maximilians-Universität München mit der Bayerischen Staatsbibliothek hervorgegangen. Sie sind redaktionell an den Universitäten München und Mainz angesiedelt.
Das Journal wurde im November 2001 von Gudrun Gersmann, Peter Helmberger und Matthias Schnettger gegründet.
Ab der Oktoberausgabe 2008 wurde das Herausgebergremium um Andreas Fahrmeir, Hubertus Kohle, Mischa Meier und Claudia Zey erweitert. Aus dem Herausgebergremium ausgeschieden sind inzwischen: Gudrun Gersmann (zum Jahreswechsel 2011/12), Claudia Zey (September 2016) und Hubertus Kohle (Mai 2025). Ab der September-Ausgabe 2016 gehört Jürgen Dendorfer dem Herausgebergremium an. Ab der Mai-Ausgabe 2025 ist Dominik Brabant Mitglied im Herausgebergremium.
Das Journal wird seit 2002 bzw. 2003 herausgegeben in Verbindung mit dem Herder-Institut, Marburg, und dem Institut für Zeitgeschichte, München-Berlin.
Die Erstellung des Journals beruht zu einem wesentlichen Teil auf der Arbeit der über 40 ehrenamtlich tätigen Fachredakteure, die bei jeder Rezension namentlich aufgeführt („Redaktionelle Betreuung“) werden. Die Arbeit der Redaktion wird von einem Wissenschaftlichen Beirat begleitet, dem Peter Funke (Universität Münster) vorsitzt.
Stand Juli 2025 haben über 5.000 Personen den kostenlosen Newsletter des E-Journals abonniert. Seit der Gründung 2001 wurden in insgesamt mehr als 18.700 Rezensionen über 19.400 Publikationen besprochen. Rund 14 Prozent der publizierten Rezensionen wurden in nicht-deutschen Sprachen verfasst. Rund 34 Prozent der besprochenen Publikationen wurden in nicht-deutschen Sprachen veröffentlicht.

## Name
Der ursprünglich aus der Optik stammende Name sehepunkte wurde in programmatischer Absicht vom Theologen und Historiker Johann Martin Chladenius (1710–1759) entlehnt, einem Vertreter der Auslegungskunst um die Mitte des 18. Jahrhunderts. Chladenius hatte in seiner 1742 veröffentlichten Einleitung zur richtigen Auslegung vernünftiger Reden und Schriften mit dem „Sehepunckt“ die subjektive Perspektive des beobachtenden Individuums charakterisiert: Da jede Wahrnehmung vom Standpunkt der wahrnehmenden Person bedingt sei, hänge auch die Deutung historischer Ereignisse maßgeblich von deren Wissen und persönlicher Haltung ab.
In einer Zeit, deren Geschichtsverständnis noch weitgehend den starren Auffassungen des Rokoko verpflichtet war, trat mit Chladenius somit ein kritischer und innovativer Erkenntnistheoretiker hervor. Er hob die Relativität des menschlichen Urteilsvermögen im Allgemeinen hervor und verwies damit auch die Geschichtsschreibung auf das Problem des später so genannten Hermeneutischen Zirkels.

## Konzept
Die sehepunkte legen neben Aktualität vor allem Wert auf Qualität und Vielfalt der Perspektiven im Sinne der von Chladenius geforderten pluralistischen Geschichtswissenschaft. Das Journal ist (auch im Gegensatz zu seinem Vorgängerorgan Perform) epochenübergreifend und interdisziplinär angelegt. So finden neben Beiträgen aus der Kunstgeschichte, auch die Rechts-, Medizin-, Wirtschafts-, Frauen- und Geschlechter- sowie die Umweltgeschichte ihren Platz.
Neben der deutschsprachigen Fachliteratur (ca. 2/3 aller seit 2001 besprochenen Titel) werden in den sehepunkten in zunehmendem Maße auch internationale Publikationen rezensiert.
Die Buchbesprechungen erscheinen überwiegend (ca. 85 Prozent aller seit 2001 publizierten Rezensionen) in deutscher Sprache, in wachsender Zahl aber auch auf Englisch, Französisch, Italienisch oder Spanisch. Die internationale Ausrichtung des Journals ist v. a. im Laufe der Jahre deutlich gewachsen. So liegt der Anteil der nicht-deutschsprachigen Literatur aktuell (Juli 2025) bei rund 43 Prozent; rund 1/4 der Beiträge werden aktuell in nicht-deutschen Sprachen publiziert.
Seit September 2006 werden – in unregelmäßigen Abständen – Rezensionen zum Bereich ‚Islamische Welten‘ (bis Juli 2025 erschienen insgesamt über 40 derartige FOREN) publiziert. Seit Januar 2012 werden entsprechende FOREN auch für den Bereich ‚Atlantische Geschichte‘ veröffentlicht (bis Juli 2025 erschienen sieben derartige FOREN). Die kunsthistorischen Rezensionen erschienen in den Jahren 2001–2024 parallel zusätzlich im seit dem Jahr 2000 existierenden Online-Journal Kunstform.
Die sehepunkte sind nach dem Prinzip von Open Access frei nutzbar.
Die Struktur des Journals folgt einem beständigen Schema: Neben einer Kategorien „Forum“, die in jeder Ausgabe einem oder mehreren besonderen Thema/Themen gewidmet ist, folgen die Rubriken „Epochenübergreifend“, „Theorie / Methode / Didaktik“, „Altertum“, „Mittelalter“, „Frühe Neuzeit“, „19. Jahrhundert“, „Zeitgeschichte“ und „Kunstgeschichte“. Zu nahezu allen Publikationen werden die Inhaltsverzeichnisse (vorwiegend als Link zu Bibliothekskatalogen) angeboten. Es gibt ferner die Möglichkeit über eine Verlinkung, direkt im Karlsruher Virtuellen Katalog (KVK) nach der Verfügbarkeit der rezensierten Titel in Bibliotheken zu recherchieren. Jede Rezension kann kommentiert werden, wobei den Rezensenten auch die Möglichkeit zur Replik offensteht.
In jeder Ausgabe werden die in der Redaktion neu eingetroffenen Bücher aufgelistet. Die Vergabe der Rezensionen erfolgt durch das Herausgebergremium und/oder die Redaktion.